# 拉帕努伊人
拉帕努伊人（Rapa Nui）為太平洋復活節島上的玻里尼西亞人，為最東的南島民族。語言為拉帕努伊語，而主要語言為西班牙語。島上的巨石像─摩艾是重要的文化，也是他們膜拜的神靈。目前拉帕努伊人以觀光做為其主要的經濟來源。拉帕努伊的激進主義分子近年來一直爭取自決、擁有該島的權利。

## 民族分佈、人口與語言

### 民族分布
拉帕努伊人是位於太平洋復活節島上的居民。目前是智利-復活節島上的主要居民，佔有島上百分之60的人口比例。其他的拉帕努伊人則是居住在智利本土上。

### 人口
目前拉帕努伊人大約有5000人，而其中的3600人居住於復活節島。

### 語言
拉帕努伊語是一種東玻里尼西亞語言，用拉丁語拼音寫成。使用者多為復活節島上的拉帕努伊人。拉帕努伊語是一種弱勢的語言，現在的拉帕努伊人大多會西班牙語，孩童通常會先學習西班牙語，晚些才學拉帕努伊語。

#### 語音
拉帕努伊語有10個輔音及5個元音。

##### 輔音
|      | 唇音 | 齒齦音 | 軟齶音 | 聲門音 |
| ---- | ---- | ------ | ------ | ------ |
| 鼻音 | m    | n      | ŋ      |        |
| 塞音 | p    | t      | k      | ʔ      |
| 擦音 | v    |        |        | h      |
| 閃音 |      | ɾ      |        |        |

##### 母音
|        | 前母音 | 央母音 | 後母音 |
| ------ | ------ | ------ | ------ |
| 高母音 | i      |        | u      |
| 中母音 | e      |        | o      |
| 低母音 |        | a      |        |

## 地理環境

### 地理

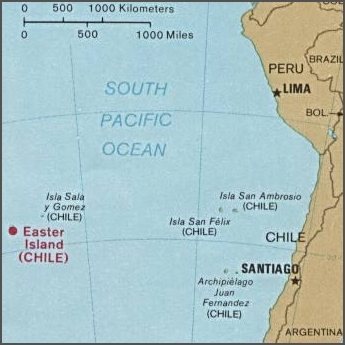
復活節島地理位置

復活節島

拉帕努伊人大多生活在復活節島上（拉帕努伊島）。位於智利以西3600到3700公里處，坐標為27°09′S 109°27′W。全島周長60公里，面積大約180平方公里，亦稱「地球的肚臍」。
島為三角形，上有多座火山，地面崎嶇被深厚的凝灰岩所覆蓋。東北部突出而西南部平緩。三角形的三個角各有一座火山，西邊為拉諾考火山，東邊為拉諾拉拉科火山，北方是拉諾阿魯火山。

### 氣候
復活節島為亞熱帶氣候，年溫度和雨量變化不大。夏季最高溫為25-27度最低溫為20度，冬天最高溫大約為20度最低溫為15-16度之間。

## 歷史沿革
據說拉帕努伊人在公元前300到1200年間定居於復活節島。先前相信拉帕努伊人到達島上的時間是公元前700到800年，但近年來利用放射性碳定年法發現可回推至公元1200年。透過史前遺骨的粒線體DNA遺傳分析拉帕努伊人源自於玻里尼西亞。

### 與西方接觸
1722年4月5日，荷蘭海軍上將雅各布•羅格文航行經過這裡時發現了這個島嶼，由於當日是耶穌復活節，因此命名為「復活節島」。
1805年起，西方的殖民者開始到島上抓人當奴隸。
1862年，秘魯海盜乘船隻而來，抓走了一千多名拉帕努伊人，男性幾乎全被捉走，運到秘魯。在國際的輿論和譴責下，秘魯政府命令奴隸販子將拉帕努伊人放回，但此時這批拉帕努伊人大多已經死亡只剩下100人左右。在返回的途中，又染上了天花紛紛病死，最後只剩15人回到島上。這15人卻也把天花帶到了復活節島使得島上居民只剩下數百人。
1863年法國傳教士踏上復活節島，將災難中的拉帕努伊人都改變成基督教徒。傳教士下令燒毀所有朗格朗格板，使島上的文化徹底消滅。現今的25塊朗格朗格板是拉帕努伊人偷偷藏起來的。許多倖存的拉帕努伊人搬到塔希提島，到1877年島上的人口只剩下111人。
1888年的復活節智利政府宣布吞併復活節島。並將島上大部分土地租給牧羊公司直到1953年，牧羊讓島上的土地更加貧瘠。
現今島上人口有上升至4千多人，但只有5％的學齡兒童講拉帕努伊語。

## 社會、家庭與婚姻

### 社會
拉帕努伊人分成“長耳人”與“短耳人”兩個階層，長耳人有在耳垂上穿孔並戴上耳夾的習慣，他們是社會較高的等級：酋長與祭司。而短耳人則是相對較低等級：勞動者。拉帕努伊人是氏族社會，酋長為其領導者。拉帕努伊酋邦和其他玻里尼西亞酋邦組成方式基本相同。最高酋長來自Honga氏族，Honga氏族是拉帕努伊人的始祖Hotu Matu'a的氏族。最高酋長被認為有神力。而其他的酋長排在最高酋長之下，每個人都具有和其遺傳等級和地位相對的權力。所有非酋長的社會人士也可擔任職位，根據卓越的領導才能獲得地位。

### 家庭

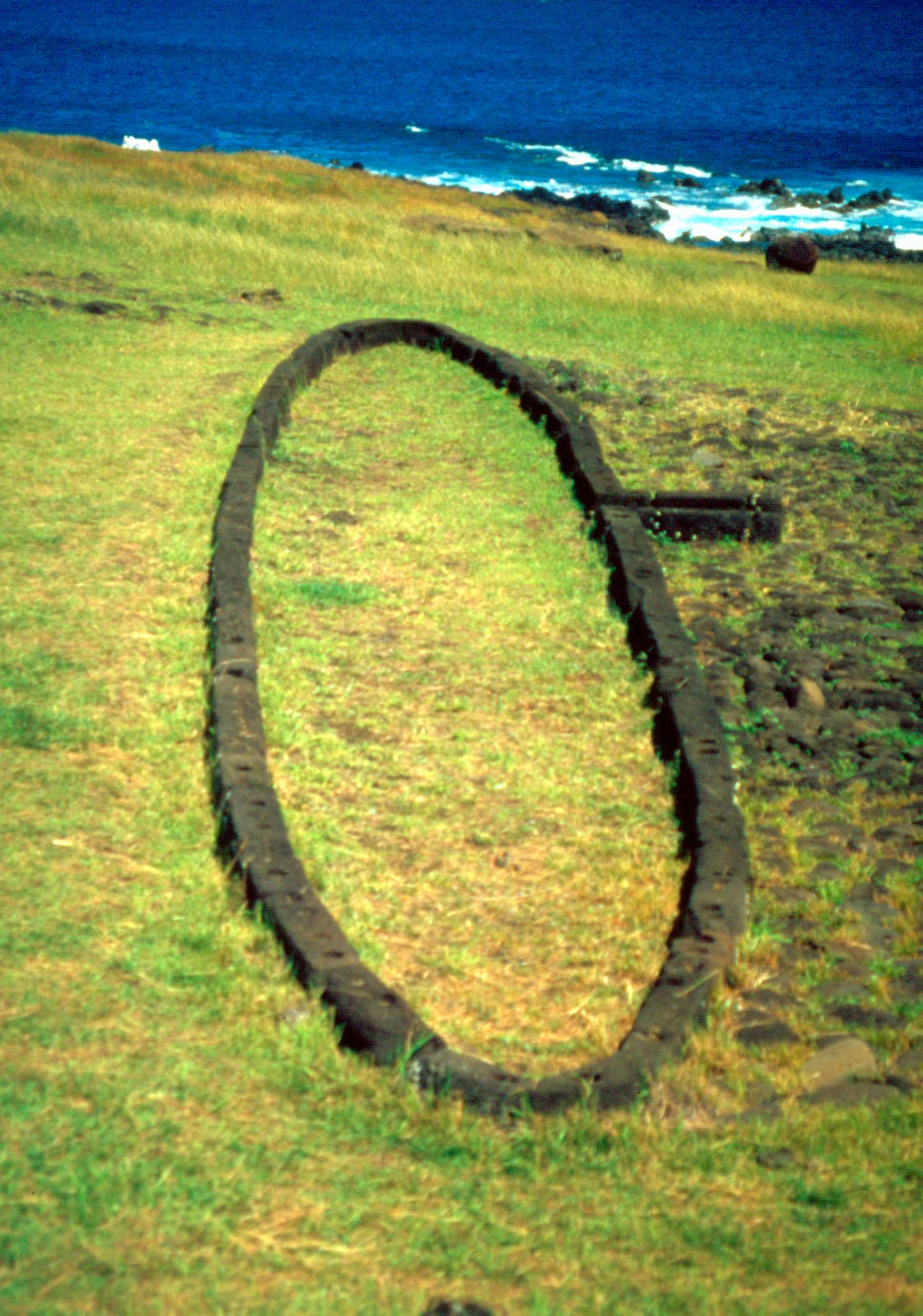

拉帕努伊人的基本社會單位是家庭、血緣和氏族。

## 產業與生活

### 農業與畜牧
由於復活節島上氣溫高降雨量小，拉帕努伊人發展出堆肥和灌溉系統。巨石被排列為圈以防風，這種方式除了能使植物生長在特定區域還可以增加土壤水分，減少土壤侵蝕，有效抵御氣候條件。復活節島上種植的作物包括紅薯，山藥，芋頭，香蕉和甘蔗。雞是唯一的家養動物。

### 房屋
有兩種類型的房屋。Hare paenga，一種為橢圓形的房子，由玄武岩蓋成，用茅草製成倒蓋的船型覆蓋於屋頂。Tupa，和第一種長得很像但是由巫師居住，並建於靠近海岸的地方，以方便觀星。

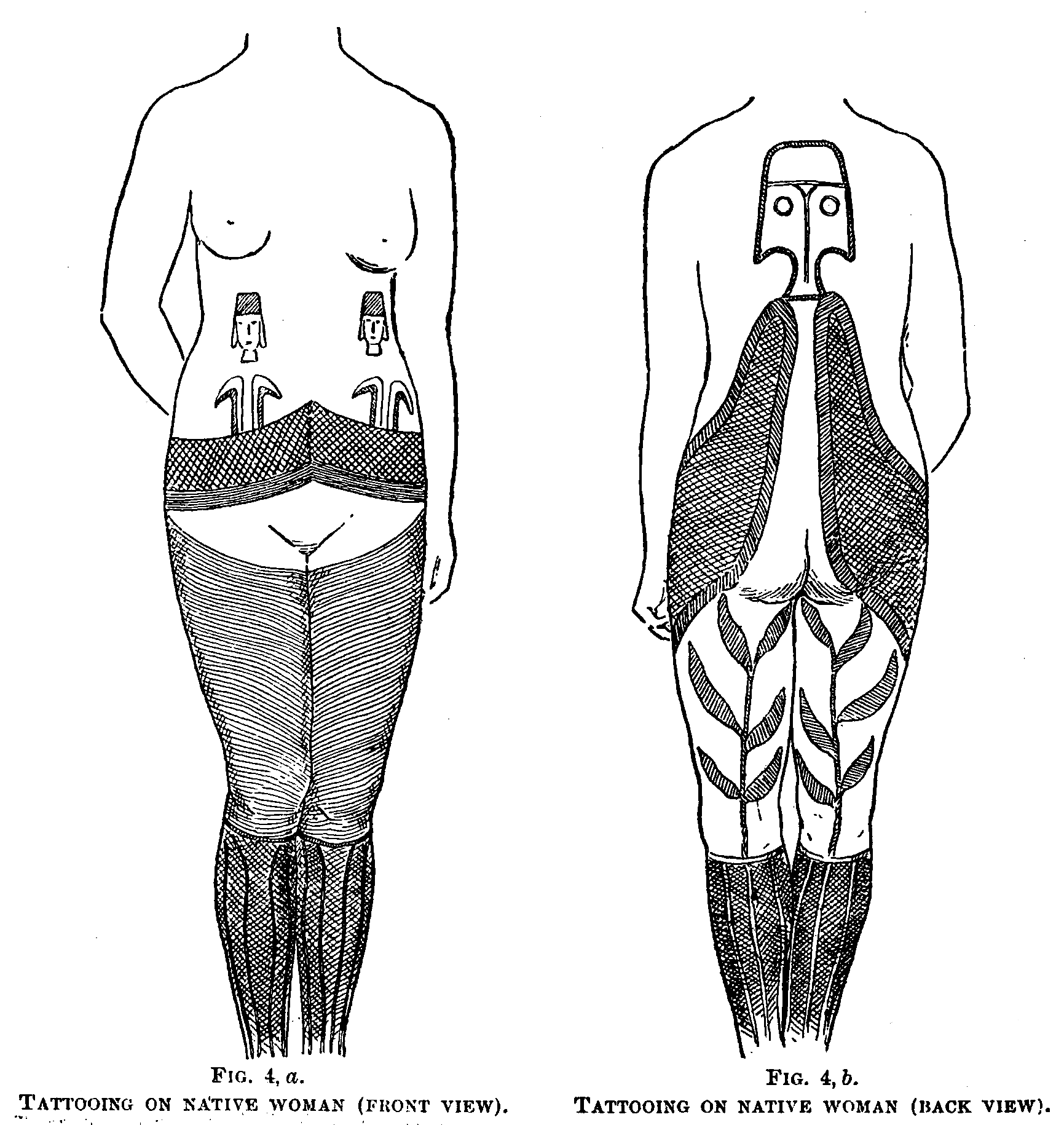
傳統拉帕努伊女性紋身

### 服飾、紋身
拉帕努伊人傳統上用羽毛做頭飾、穿樹皮衣。此外拉帕努伊人會紋身，透過身體承受痛苦的能力，展現身份、地位和個人的勇氣。女姓最常在腿部、手臂和軀幹上紋身，而男性的面部紋身則更為精緻細膩。這些紋身圖案也常刻在摩艾的表面，特別是線條和曲線形式偶爾會出現在某些雕像的頸部、手臂、臉部和背部。顏料也是身上的裝飾之一，他們身體上通常使用油漆來標記事件或場合，例如出生或死亡的儀式，而非描繪人們在社會中的地位或職業。紅，黃，黑，白色被廣泛應用於整個身體，包括臉部和頭髮。

## 信仰與習俗

### 摩艾石像

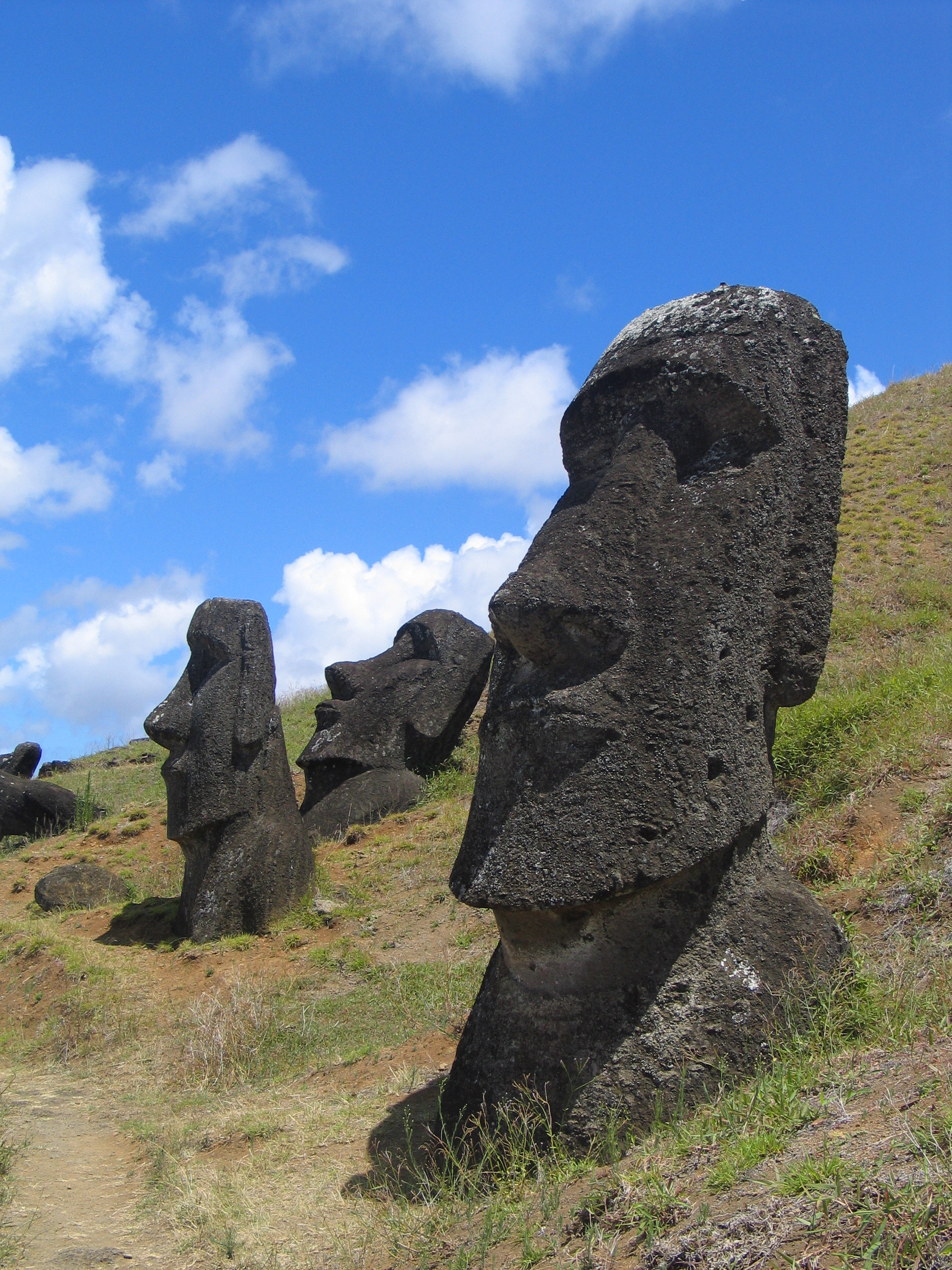
Moai (巨石像)

復活節島上的巨石雕像於1995年列入世界文化遺產。當地人稱島上的巨石像為摩艾（Moai），是島民信仰膜拜的石像。通常背海排列。島民相信神靈、祖先的靈力會透過雕像的眼睛射出，以保會家族、確保土地肥沃、驅逐別人的侵犯。目前依然無法確定其存在意義、代表，有傳言摩艾是早期島上死亡的酋長因為都為長耳朵，但也有學者宣稱其外貌像西方人而非當地的波里尼西亞種。島民相信摩艾是自己走到海邊的，但最近發現由於摩艾重心低，用繩索就可以將其舉起並且從採石場快速移動至海邊。

#### 造型
雕像多為凝灰岩製成，有兩種不同的造型。摩艾都是半身石像，表情幾乎都一樣，窄額頭、高挺的鼻子、長耳朵，表情莊嚴。第二種多了紅色的髮結，是尊貴的象徵，晚期才出現。石像平均4公尺、12頓，而最大的為9公尺、82頓。

### 創建的傳說及神話
根據拉帕努伊人的神話，Hotu Matu's是復活節島的傳奇第一定居者和國王。Hotu Matu'a和他裝兩艘獨木舟的人民都是波里尼西亞人，都是從現在未知的希瓦（Hiva）地區（可能是Marquesas）來的。 他們降落在阿諾卡納海灘，後來分散至整個島嶼，定居在波利尼西亞三角洲東南端的孤立的島嶼居住了一千多年，直至抵達 荷蘭人於1722年抵達該島。

### 鳥人節
鳥人節是島上最大的節日。春天時島民聚在奧龍戈火山頂，選出首領「鳥人」，祭拜神明。鳥人源自島上的一個神話。古時候，造物者告訴島上的祭司宗教儀式和祭神的供品—海鳥蛋，且指定取蛋的地方。因此每年8、9月份海鷗飛來之時，島民們就會集中在奧龍戈海邊。每個部落選出一位下海，游泳到2公里之外的大礁石找蛋。第一個拿到鳥蛋的選手游回島上後把鳥蛋交給自己的酋長，這個酋長便成了那年的「鳥人」。整年他都被島民供奉為神明。
因為游泳取蛋時時常常遭遇到鯊魚的攻擊，所以這個活動已經停100多年了。但祭典儀式、表演依然保留至今，且鳥人仍然為島民所崇拜。現在為了配合旅遊活動改在每年2月。

## 文學與藝術

### 朗戈朗戈木板
第一個發現此種木板的是法國的修道士欧仁·埃罗。「朗戈朗戈」是深褐色的圓木板，有像木槳的上面刻滿圖案和

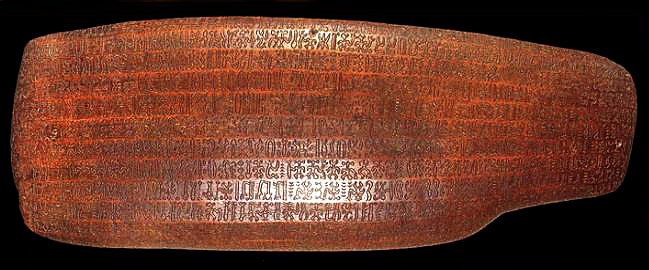
朗戈朗戈

文字符號、有長翅膀的兩頭人、有頭兩側長角的兩腳動物，有虛幻之物，也有真正的物品。修道士欧仁·埃罗在世時，這木板幾乎每家都有收藏，而且發現當地人把它當柴燒。他死後不久，由於宗教因素，「朗戈朗戈」被下令燒毀，幾乎絕跡，只剩12片當初藏起來的木板。後來因為戰爭等原因，已經沒有懂這種文字符號的人了。許多學者認為這些文字為高度發達的文明證明，解開朗戈朗戈文字符號就是解開復活節島古文明之謎的關鍵，但100多年來一直沒有人破譯。現今只知道朗戈朗戈文字符號採用顛倒迴轉書寫法，就是一行由左自右，下一行由右自左的書寫法。據說以前有學問的島民會隨身攜帶，用來歌頌神靈、講述歷史和傳奇故事。

### 岩畫
岩畫(Petroglyph)是雕刻在岩石上的畫，復活島在波利尼西亞擁有最豐富的岩畫。有超過4000個岩畫。製作岩畫有多種原因：創建圖騰、標記領土或紀念某人或事件。 出現頻率最高的岩畫為鳥人和創立者的傳說。

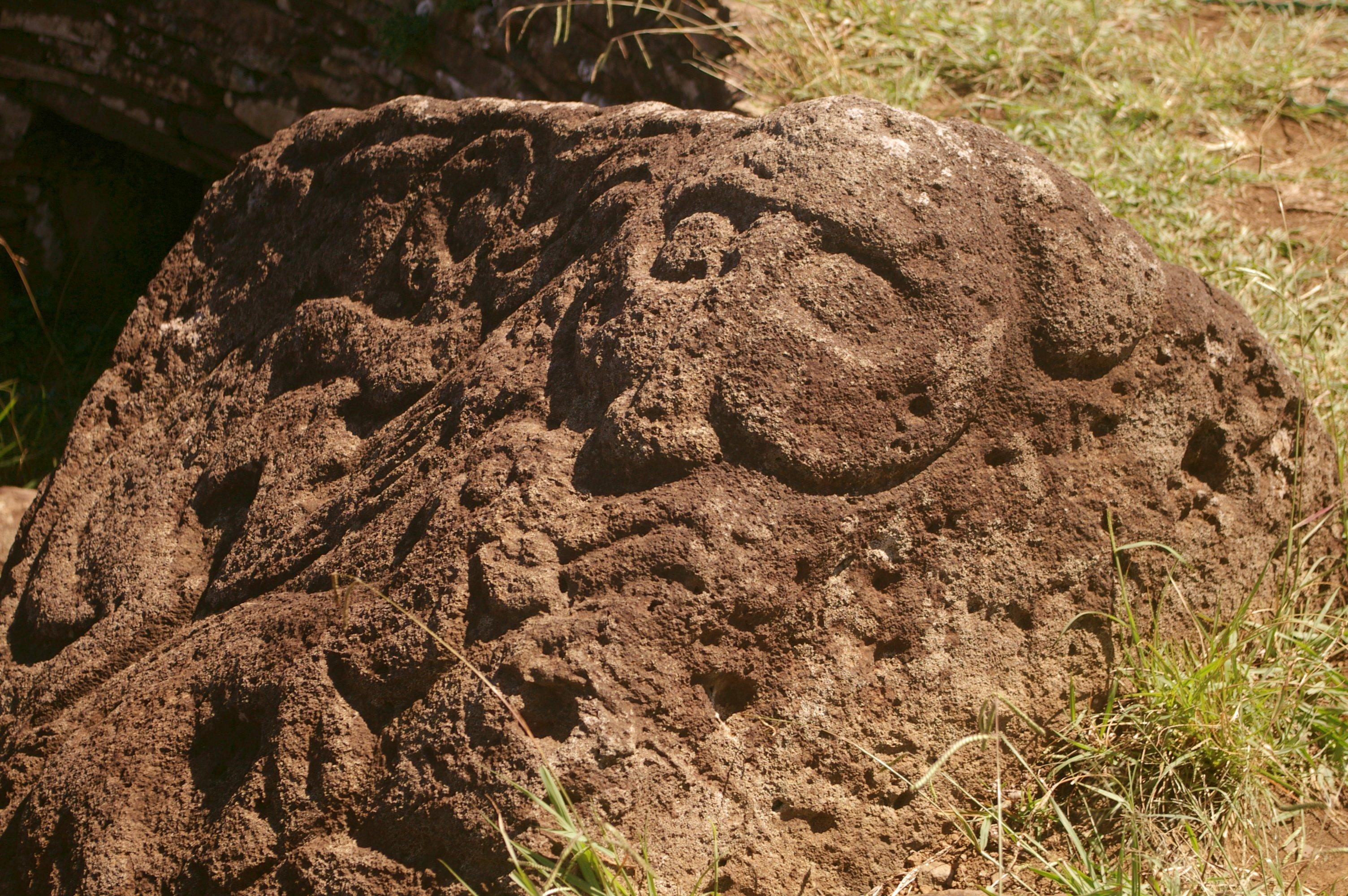
鳥人岩畫

### 音樂
傳統的音樂由合唱和吟誦組成，類似大溪地的音樂。家庭常常合唱演出在一年一度的音樂會上比賽，表演時伴奏多是吹海螺製作成的喇叭和敲擊放在石頭上的葫蘆，其他像是艾考、馬的顎骨、手風琴、和石頭都是打擊的樂器。因為南美其他地區和智利的持續接觸，所以拉丁美洲的音樂對島上的音樂產生了重要的影響。例如探戈產生了復活節的風格，稱之為探戈拉帕努伊，其和探戈不同的是其伴奏為簡單的吉他伴奏而非狂野的手風琴。

## 現況
復活節島原是荒涼的，智利政府直到1950年代才慢慢開始重視復活節島。並將島民安置於較平坦的西南邊也是唯一的城鎮-安家羅雅，設置學校醫院等，且移植蔬果及牛馬羊等牲畜。目前拉帕努伊人多以觀光業(為主)、農業、捕魚維生。

### 人權運動事件
自2010年8月起，原住民Hitorangi氏族的成員佔領了Hangaroa飯店。佔領者稱，飯店是獨裁政權皮諾契政府購買的，違反了1990年代的拉帕努伊人和智利簽訂的協議。佔領者說他們的祖先被騙並放棄了土地。根據英國廣播公司的報導，2010年12月3日智利警方使用小型槍砲試圖從這些建築物中驅逐一批拉帕努伊人時，至少有25人受傷。2011年1月，聯合國對智利政府對拉帕努伊人的待遇表示關切，敦促智利「盡一切努力和拉帕努伊人的代表進行真誠的對話，盡快解釋現狀的真正根本問題」；事件於2011年2月結束，當時有五十名武裝警察進入酒店，以逮捕最後的五名佔用人。